# Postępowanie rugowe
Postępowanie rugowe – historyczny rodzaj postępowania karnego funkcjonujący w państwie frankijskim.
W wczesnośredniowiecznej Europie postępowanie sądowe miało charakter skargowy, tzn. było wszczynane na podstawie skargi poszkodowanego. W konsekwencji nie wszystkie przestępstwa były karane (szczególnie te najcięższe), gdyż sprawca mógł nie dopuścić do wniesienia skargi. Aby móc zapewnić bezpieczeństwo wewnętrzne i zwiększyć wykrywalność najcięższych przestępstw, wprowadzono w państwie frankijskim postępowanie rugowe.
Missi dominici lub komes wzywali wybraną przez siebie grupę mieszkańców danej miejscowości w charakterze tzw. rugowników (łac. iuratorum, w mianowniku iuratores). Zeznawali oni pod przysięgą, czy wiedzą o nieujawnionych do tej pory przestępstwach. Następnie wzywający iuratores organ władzy wszczynał proces, w którym występował jako oskarżyciel.